# Disco intervertebral
Disco intervertebral é uma articulação entre os corpos das vértebras adjacentes, que funciona de modo a conferir rigidez e flexibilidade à coluna, na qual é necessário para o suporte de peso, movimentação do tronco e ajuste de posição indispensável para equilíbrio e postura. Estas articulações entre as vértebras são realizadas através do disco intervertebral, e entre os processos articulares dos arcos vertebrais.
O disco intervertebral é descrito como um sistema hidráulico complexo que absorve choques, permite uma compressão transitórias e, devido ao deslocamento do líquido dentro do continente elástico, permite o movimento. Pode ser comparado a um amortecedor mecânico de choques.

## Formato e localização
São estruturas fibrocartilaginosas que possuem o mesmo formato da vértebra, situam-se entre os corpos das vértebras, promovendo união, alinhamento e certa mobilidade as vértebras vizinhas, como também absorve as forças de tração muscular, gravidade e carga, que de outro modo, tenderiam a esmagar uma vértebra contra a outra.

## Funções
- Proteger a medula espinhal no trajeto crânio caudal.
- Amortecer cargas e pressões ao longo da coluna vertebral, evitando com isto que qualquer traumatismo um pouco mais intenso acarrete sérias consequências sobre a coluna e provoque fratura de vértebras.
- Contribuir para a característica de estrutura semifixa e semimóvel da coluna, pois, nesse aspecto, o disco promove um amarramento fibrosos de uma vértebra à outra, por meio de um emaranhado de fibras que se inserem nos corpos vertebrais superior e inferior. Como estas fibras são fibroelásticas, o amarramento torna-se maleável.
- Permitir e restringir os movimentos das articulações intersomáticas e atuar como principal componente na transmissão de carga de um

corpo vertebral ao seguinte.

## Nutrição
Os discos não possuem vasos sanguíneos. Desse modo, dependem de um processo de difusão com o corpo vertebral, para receber substâncias nutritivas. Isso é semelhante a uma esponja molhada que é comprimida e diminui de volume, perdendo a água. Com a descompressão, aumenta novamente de volume, absorvendo água. Portanto, as compressões e descompressões alternadas dos discos funcionam como uma bomba hidráulica, pela qual se alimentam. Uma contração prolongada do disco, que ocorre, por exemplo, em cargas estáticas, é muito prejudicial, porque interrompe o processo nutricional dos discos e pode provocar degeneração dos mesmos, além de diminuir os espaços por onde saem os nervos lateralmente.

## Composição
Os dois componentes básicos do disco são o anel fibroso (parte externa) e o núcleo pulposo(parte interna).

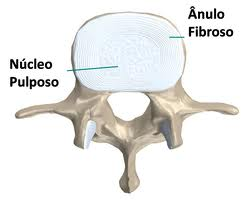
disco intervertebral

### Anel fibroso
O anel fibroso é uma estrutura composta, consistindo em camadas concêntricas ou lamelas de fibras colágenas, encapsulando o núcleo pulposo, e um gel proteoglicano, o qual une as fibras colágenas e lamelas firmemente, prevenindo a sua deformação através de torções. As fibras são paralelas entre si e a maioria delas corre obliquamente entre duas vértebras, dispondo-se em direções opostas nas lamelas
adjacentes.

### Núcleo pulposo
O núcleo pulposo é um gel semifluido, compreendendo 40-60% dos disco. Ao nascimento, o gel consiste de material mucóide com poucas células notocordiais e é distinto do anel circunvizinho. Após a primeira década, o material mucóide é gradualmente substituído por fibrocartilagem, passando a haver menor distinção entre ele e o anel. Sendo fluido, o núcleo pode ser deformado sob pressão, sem redução em seu volume. Esta propriedade essencial capacita-o tanto a se acomodar ao movimento quanto a transmitir algo da carga compressiva de uma vértebra a outra.

### Vascularização e Inervação discal
Os discos intervertebrais nos adultos são avasculares e sua nutrição é feita por embebição a partir dos platôs/platós vertebrais. Em estudos de microscopia observa-se que os discos possuem inervação sensitiva própria em toda sua extensão, mas principalmente em seu terço posterior.  Sendo a parte posterior do disco intervertebral ricamente inervada  e sendo uma estrutura profunda, nas situações que ocorrem a discalgia (dor discogênica) dependendo de qual disco é afetado, a referência da dor no corpo pode ser dor referida à distância. Por exemplo, em dores apontadas na região da borda interna da escápula: em exames de discografias provocativas quando a parede anterior de um dos discos cervicais entre C4 e C7 é estimulada esta região dorsal é referida como dolorosa

## Degeneração discal, Abaulamento, Protrusão e Hérnia de disco/Hérnia discal
Os discos intervertebrais desgastam-se com o tempo e o seu uso repetitivo inadequado. Surgem a degeneração discal com desidratação discal, o que facilita a formação de deformações discais diversas por comprometimento de sua matriz, envelhecimento celular e formação de substâncias inflamatórias diversas. A mais conhecida, embora menos comum, é a hérnia de disco/hérnia discal, ou seja, parte do seu núcleo sai da posição normal, atravessa uma fissura discal formada, podendo ou não  comprimir uma raiz nervosa única em geral ou mais raízes nervosas que atravessam o canal vertebral. O problema é mais frequente nas regiões lombar baixa e cervical baixa, por serem áreas mais expostas ao movimento e são submetidas a maior torque.

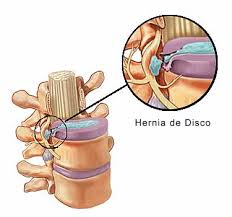
Hérnia de disco

### Causas
Predisposição genética é a causa de maior importância para a formação de alterações discais degenerativas, seguida do envelhecimento, da pouca atividade física (ou excesso de atividade física inadequada) e do tabagismo. Carregar ou levantar muito peso também pode comprometer a integridade do disco que dá sustentação às vértebras e favorecer o aparecimento de fissuras, algumas vêzes dolorosas) na parede do disco facilitando o surgimento de hérnia, sobretudo na parede posterior do disco.

### Sintomas
As alterações de disco podem ou não ser sintomáticas, em geral dores que pioram com a flexão do tronco ou mesmo esforço leve. Podem provocar dor de intensidade leve, moderada ou tão forte que chega a ser incapacitante. Os sintomas são diversos. Nos casos de problemas lombares entre L4 e S1, a ciática está associada à área em que foi comprimida determinada raiz nervosa. Os mais comuns são: parestesia (formigamento) com ou sem dor; geralmente associada a  dor na coluna lombar baixa; na coluna e na perna (e/ou coxa); apenas na perna ou na coxa. Quando o deslocamento do disco cervical provoca dor no braço por compressão de raiz nervosa local o sintoma é chamado de cervicobraquialgia.

### Recomendação
- Evite todos os excessos que facilitam a instalação das hérnias de disco/hérnias discais: excesso de peso, de bebidas alcoólicas, de exercícios físicos, de cigarro;
- Procure manter a postura correta quando sentado ou em pé;
- Não se esqueça de que vida sedentária é responsável não só pela formação de hérnias de disco, mas por muitos outros problemas de saúde;
- Informe-se sobre o tipo de atividade física indicada para sua faixa de idade;
- Suspenda os exercícios se os sintomas voltarem e procure assistência médica imediatamente;
- Siga as recomendações médicas depois da cirurgia para evitar que uma nova hérnia se forme naquele local.